# Саїф Ріджал
Саїф Ріджал — султан Брунею, який правив у другій половині XVI століття. За часів його правління розпочався конфлікт з Іспанією та сталась іспансько-брунейська війна (1578).

## Історіографія
Згідно з офіційним списком брунейських султанів - 7-й султан Брунею, син Абдула Кахара, онук султана Болкіаха, батько султанів Шаха Беруная та Мухаммада Хассана. Співправив з батьком Абдулом Кахаром з 1531 чи 1533 року аж до смерті співправителя 1578 року.
Втім, список брунейських султанів базується на письмовому джерелі 1807 року, старші письмові брунейські джерела з цього приводу невідомі.

## Біографія
Згідно з «Генеалогією правителів Брунею» (малай. Silsilah Raja-Raja Berunai), найдавніша частина якої датована 1735 роком, за часів правління Саїфа Ріджала Брунейська імперія мала велику територію та багато колоній. «Генеалогія» повідомляє, що одній з принцес султан надав у володіння 6 територій (Маруда, Менумбок, Бакуа, Банггі, Лавас, Мембакут).
Іспанські джерела часів іспансько-брунейської війни назвивають Саїфа Ріджала «Султаном Ліксаром». 13 квітня 1578 року генерал-губернатор Філіппінів Франсіско де Санде прибув з військовим флотом до Брунейської затоки та оголосив ультиматум султану: припинити розповсюджувати іслам, допустити католицьких місіонерів до брунейських володінь. Султан відмовився. Одного з емісарів стратили, інших, включно з 5 філіппінцями-мусульманами, ув'язнили.  На наступний день, не дочекавшись повернення посольства, де Санде віддав наказ наступати. Брунейський флот відступив, а іспанці висадилися в Муарі й, не зустрічаючи опору, захопили столицю Брунею. Обидва султани відступили всередину країни. 20 квітня де Санде оголосив Борнео іспанським островом. Втім влітку в іспанському таборі почалася епідемія, і невдовзі іспанці відступили на Філіппіни.
Старий султан Абдур Кахар помер влітку 1578 року, його брат Сері Лела вів перемовини з іспанцями, але теж помер на початку осені, можливо був отруєний Саїфом Реджалом через зраду. Султан повернувся до столиці, відбудував спалену іспанцями мечеть та укріплення, відправив послів до Сіаму для закупівлі додаткових гармат.  Нова іспанська експедиція 1579 року зустріла озброєний брунейський флот та не вдалася до атаки, коли Саїф Реджал відмовився пристати на її умови.
Помер 1581 року, наступником султана став його син Шах Берунай.
Інше іспанське джерело свідчить, що Саїфу Ріджалу було 59 років у 1579 році, тобто дата його народження - 1520 рік.

## Пам'ять
На честь султана названі:
- колишній Технічний коледж імені Султана Саїфа Ріджала, тепер Кампус Султана Саїфа Ріджала Інститут брунейської технічної освіти[en][8]